# Олейрос
Олейрос (гал. Oleiros, ісп. Oleiros) — муніципалітет в Іспанії, у складі автономної спільноти Галісія, у провінції Ла-Корунья. Населення — 33 443 осіб (2009).
Муніципалітет розташований на відстані близько 502 км на північний захід від Мадрида, 6 км на південний схід від Ла-Коруньї.
Муніципалітет складається з таких паррокій: Дешо, Дорнеда, Іньяс, Ліанс, Майянка, Олейрос, Перільйо, Нос, Серантес.

## Демографія
Динаміка населення (INE ):

## Галерея зображень

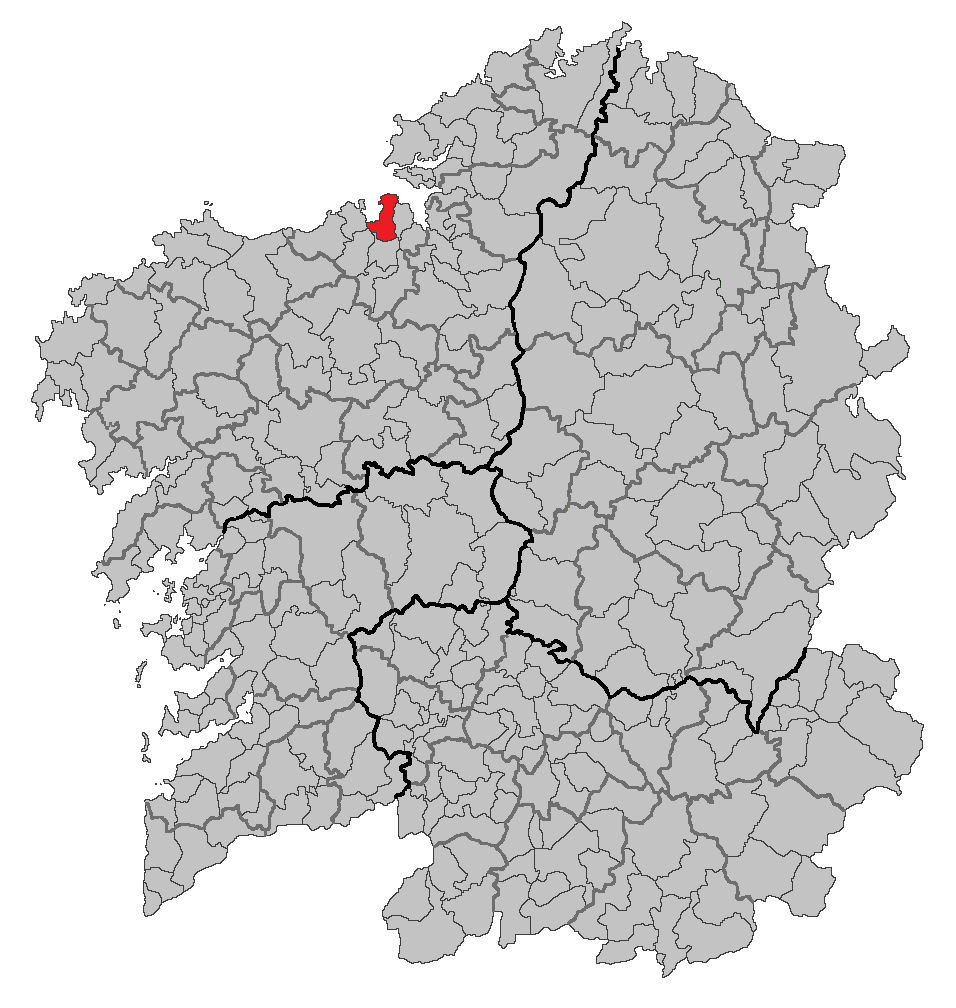
Розташування муніципалітету
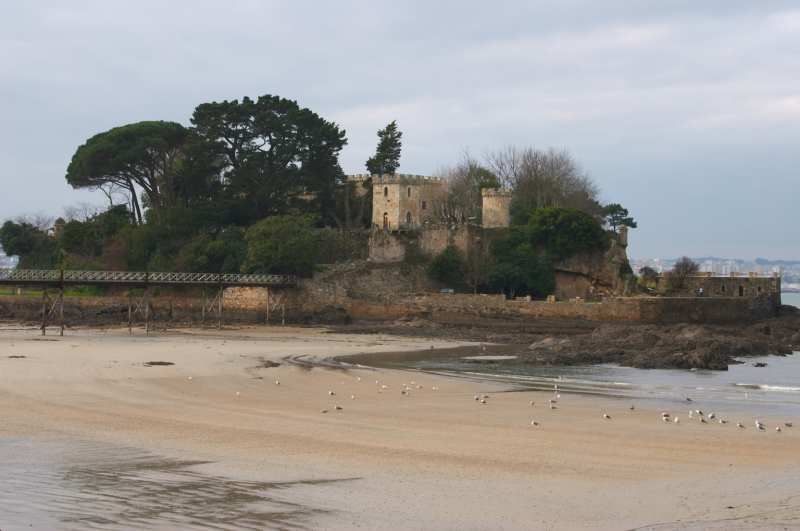
Замок Санта-Крус
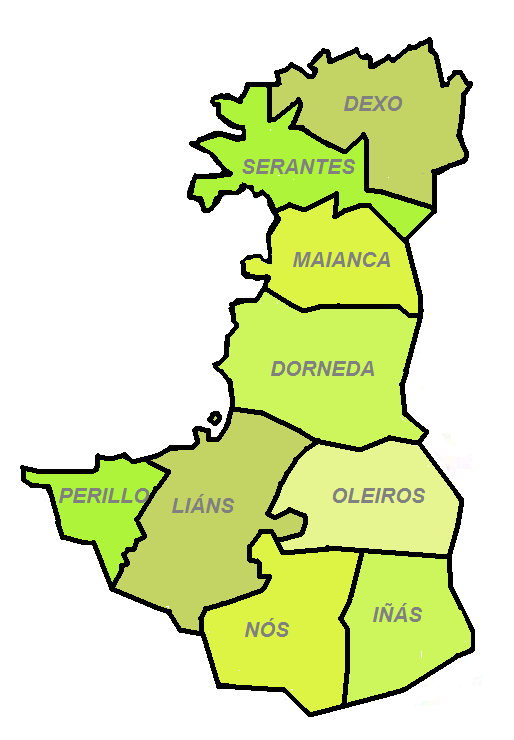
Дев'ять паррокій, що становлять муніципалітет Олейрос